# Eleni Karaindrou
 Eleni Karaindrou  (griechisch Ελένη Καραΐνδρου; * 25. November 1941 in Tichio Doridas, heute Teil der Gemeinde Efpali, Fokida, Mittelgriechenland) ist eine griechische Komponistin.
Eleni Karaindrou wurde in dem Bergdorf Tichio geboren und wuchs in Athen auf. Sie studierte am Athener Konservatorium Klavier und Musiktheorie sowie an der dortigen Universität Geschichte und Archäologie. Von 1969 bis 1974 setzt sie ihre Ausbildung in Paris an der Sorbonne (Volksmusik) und der Schola Cantorum (Komposition) fort. Zurück in Griechenland, gründete sie das Laboratory for Traditional Instruments am ORA Cultural Centre. Seit 1975 komponiert sie Theater- und Filmmusik. 
Ab 1982 arbeitete sie mit dem 2012 verstorbenen griechischen Regisseur Theo Angelopoulos zusammen. Ihre Filmmusiken tragen erheblich zur künstlerischen Wirkung der Filme dieses Regisseurs bei. Bei den Internationalen Filmfestspielen von Venedig 1989 war sie Jurymitglied.

## Diskographie
- 1991: Music for Films (ECM)
- 1991: The Suspended Step of the Stork (ECM)
- 1995: Ulysses' Gaze (mit Kim Kashkashian, ECM)
- 1999: Eternity and a Day (ECM)
- 2001: Trojan Women (ECM)
- 2004: Weeping Meadow (ECM)
- 2006: Elegy of the Uprooting (ECM)
- 2009: Dust of Time (ECM)
- 2013: Concert in Athens (mit Jan Garbarek, Kim Kashkashian, Vangelis Christopoulos) (ECM)
- 2014: Medea (ECM)
- 2016: David (ECM)
- 2019: Tous des oiseaux (ECM)

## Filmarbeiten
- 1975: I megali agripnia (The Great Wake), Gesang Maria Farantouri
- 1979: Periplanisi (Wandering), Filmmusik zu Christophoros Christophis Film
- 1982: Roza (Rosa), Filmmusik zu Christophoros Christophis Film
- 1984: The Price Of Love (Timi tis agapis), Filmmusik zu Tonia Marketakis Film
- 1984: Die Reise nach Kythera (Taxidi sta Kythira), Filmmusik zu Theo Angelopoulos’ Film
- 1986: Der Bienenzüchter (O melissokomos), Filmmusik zu Theo Angelopoulos’ Film
- 1986: Landschaft im Nebel (Topio stin omixli), Filmmusik zu Theo Angelopoulos’ Film
- 1988: Live-Aufnahme: Athen-Konzert
- 1990: Die Rückkehr (L'Africana), Filmmusik zu Margarethe von Trottas Film
- 1991: Der schwebende Schritt des Storches (To meteoro vima tou pelargou), Filmmusik zu Theo Angelopoulos’ Film
- 1992: Music For Films („Reise nach Kythera“, „Der Bienenzüchter“ und „Landschaft im Nebel“), zu drei Filmen von Theo Angelopoulos
- 1995: Der Blick des Odysseus (To vlemma tou Odyssea), Filmmusik zu Theo Angelopoulos’ Film
- 1998: Die Ewigkeit und ein Tag (Mia aioniotita kai mia mera), Filmmusik zu Theo Angelopoulos Film
- 2001: Trojan Women, (Musik zu Euripides Tragödie)
- 2002: War Photographer, Filmmusik zu Christian Freis Film
- 2004: Die Erde weint (To livadi pou dakrisi, The Weeping Meadow), Filmmusik zu Theo Angelopoulos Film (Nominierung für den Europäischen Filmpreis 2004, Beste Filmmusik – „Preis für den Europäischen Komponisten“)
- 2006: Elegy of the Uprooting – Live
- 2009: The Dust of Time, Filmmusik zu Theo Angelopoulos’ Film
- 2010: 6 x Venedig (Sei Venedig)
- 2017: Bombe, Eine Liebesgeschichte (iranischer Film)

## Auszeichnungen
World Soundtrack Award
- 2021: Auszeichnung mit dem Lifetime Achievement Award